# Gallia County
Gallia County er et county i den amerikanske delstat Ohio. Amtet ligger sydøstligt i delstaten og grænser op til Vinton County i nord, Meigs County i nordøst, Lawrence County i sydvest og mod Jackson County i nordvest. Amtet grænser desuden op til delstaten West Virginia i syr og øst.
Gallia Countys totale areal er 1 120 km² hvoraf 8 km² er vand. I 2000 havde amtet 23 072 indbyggere.
Amtets administration ligger i byen Pomeroy.
Amtet blev grundlagt i 1803 og har fået sit navn fra det latinske ord for Frankrig eftersom det var mange franske nybyggere som slog sig ned i området.
I amtet ligger det meget store Gavin kulkraftværk på 2,6 GW og Kyger Creek kulkraftværk på 1,1 GW, som tilsammen udslipper mere end 25 mill tonn CO2 årlig.

## Demografi
Ifølge folketællingen fra 2000 boede der 31,069 personer i amtet. Der var 12,060 husstande med 8,586 familier. Befolkningstætheden var 11 personer pr. km². Befolkningens etniske sammensætning var som følger: 95.26% hvide, 2.70% afroamerikanere.
Der var 12,060 husstande, hvoraf 33.00% havde børn under 18 år boende. 56.50% var ægtepar, som boede sammen, 11.00% havde en enlig kvindelig forsøger som beboer, og 28.80% var ikke-familier. 25.20% af alle husstande bestod af enlige, og i 10.40% af tilfældende boede der en person som var 65 år eller ældre.
Gennemsnitsindkomsten for en hustand var $30,191 årligt, mens gennemsnitsindkomsten for en familie var på $35,938 årligt.